# Адрес 221-го
«Адрес 221-го» (фр. Adresse des 221) — подписанное 221 французским депутатом 18 марта 1830 года ответное письмо на тронную речь Карла X на открытии сессии парламента. 
Это политическое заявление выражало протест против недоверия, выраженного королём, и опасение за вольности французского народа при ультрароялистском министерстве Полиньяка. Ответные действия короля, особенно «июльские ордонансы», послужили толчком к Июльской революции во Франции.

## Предыстория
Когда в палате депутатов умеренного Мартиньяка сменил принц Полиньяк, в августе 1829 года было сформировано ультрароялистское министерство Полиньяка. Его назначение вызвало в стране протесты; стали основываться общества для отказа от уплаты налогов в случае ожидавшейся отмены хартии; поездка Лафайета обратилась в триумфальное шествие, и на обедах в его честь были произнесены угрожающие по адресу правительства речи. Правительство начало ряд процессов против членов обществ и ораторов, но суды по большей части оправдывали обвиняемых.
В «Journal des débats» была напечатана статья, в которой говорилось: «Хартия имеет ныне такую силу, что об неё разобьются все поползновения деспотизма… Одновременно с незаконным взысканием податей народится новый Гампден, который сокрушит беззаконие… Несчастная Франция, несчастный король!» Редактор газеты, привлечённый к суду, был оправдан в апелляционной инстанции. В январе 1830 года возникла новая оппозиционная газета «Le National», во главе которой стояли Тьер, А. Каррель, Минье; её программой была верность Бурбонам, если они будут соблюдать хартию — а так как они не хотят этого, то лучшим кандидатом на трон является герцог Орлеанский. Газета говорила крайне вызывающим тоном по адресу правительства и пользовалась громадным успехом.

## Парламентская сессия 1830 года
Сессия палат 1830 года была открыта тронной речью, в которой заключалась угроза прибегнуть к особенным мерам для поддержания общественного мира. Палата депутатов избрала своим президентом либерала Ройе-Коллара. Ройе-Коллар стал во главе депутации, 18 марта 1830 года представившей королю адрес, подписанный 221 депутатом (большинством 221 против 181 голоса), в котором протестовала против недоверия, выраженного к ней королём, и выражала опасение за вольности французского народа.
На это политическое заявление Карл Х ответил отсрочкой сессии парламента, а затем роспуском палаты депутатов 16 мая 1830. Исход новых всеобщих выборов от 23 июня и 19 июля 1830 имел обратный успех: почти все депутаты, подавшие голос за «адрес 221-го», были переизбраны; оппозиция набрала 274 депутатских мандата.
Король, не созывая палат и не предвидя никакой серьёзной опасности, подписал ордонансы 25 июля 1830 года (указы) о введении цензуры и изменении избирательного закона с отнятием избирательных прав у собственников движимых имуществ и предоставлением их только землевладельцам. Ордонансы стали толчком к революции 27 — 29 июля 1830 года, так называемой Июльской революции во Франции.